# Dasycorsa
Dasycorsa là một chi bướm đêm thuộc họ Geometridae.

## Các loài
- Dasycorsa modesta (Staudinger, 1879)